# Bhikaiji Cama
Bhikhaiji Rustom Cama (1861 — 1936) foi uma figura proeminente no Movimento Independentista Indiano.